# Prosthoporus townesi
Prosthoporus townesi är en stekelart som beskrevs av Gupta 1983. Prosthoporus townesi ingår i släktet Prosthoporus och familjen brokparasitsteklar. Inga underarter finns listade i Catalogue of Life.